# Archanara rosea
Archanara rosea är en fjärilsart som beskrevs av Tutt 1891. Archanara rosea ingår i släktet Archanara och familjen nattflyn. Inga underarter finns listade i Catalogue of Life.